# T'oi Sán
Localização de T'oi Sán na península de Macau
T'oi Sán (em chinês tradicional: 台山) é um bairro urbano situado na região norte da Península de Macau, na Região Administrativa Especial de Macau, China. 
É conhecido pela sua elevada densidade populacional e localização estratégica próxima das Portas do Cerco, funcionando como uma das principais zonas residenciais da fronteira com Zhuhai. O bairro caracteriza-se por edifícios residenciais antigos, mercados tradicionais e uma vida comunitária intensa. Embora não corresponda a uma divisão administrativa oficial, é amplamente reconhecido como uma unidade geográfica informal dentro da cidade.

## História
A zona atualmente conhecida como T'oi Sán (台山) desenvolveu-se a partir das décadas de 1970 e 1980, acompanhando o crescimento populacional de Macau e a expansão urbana em direção ao norte da península. A área era originalmente composta por pequenos bairros residenciais e terrenos de aterro próximo à fronteira com a cidade de Zhuhai, na província de Guangdong, tendo evoluído gradualmente para uma das zonas mais densamente povoadas da cidade.
O nome "T'oi Sán" deriva da origem de muitos residentes iniciais da região, que vinham do município de Taishan  na província de Guangdong, e que se estabeleceram na área norte de Macau, criando uma identidade comunitária forte e duradoura. Com o tempo, o nome passou a designar informalmente toda a zona envolvente.
Durante os anos 1990 e 2000, T'oi Sán recebeu investimentos em habitação social, escolas, mercados públicos e infraestruturas viárias, consolidando-se como um bairro tipicamente residencial com forte presença de pequenos comércios e serviços comunitários. A sua localização estratégica próxima das Portas do Cerco e da Rotunda da Amizade tornou-o também um ponto de passagem frequente entre Macau e o continente chinês.

## Imagens

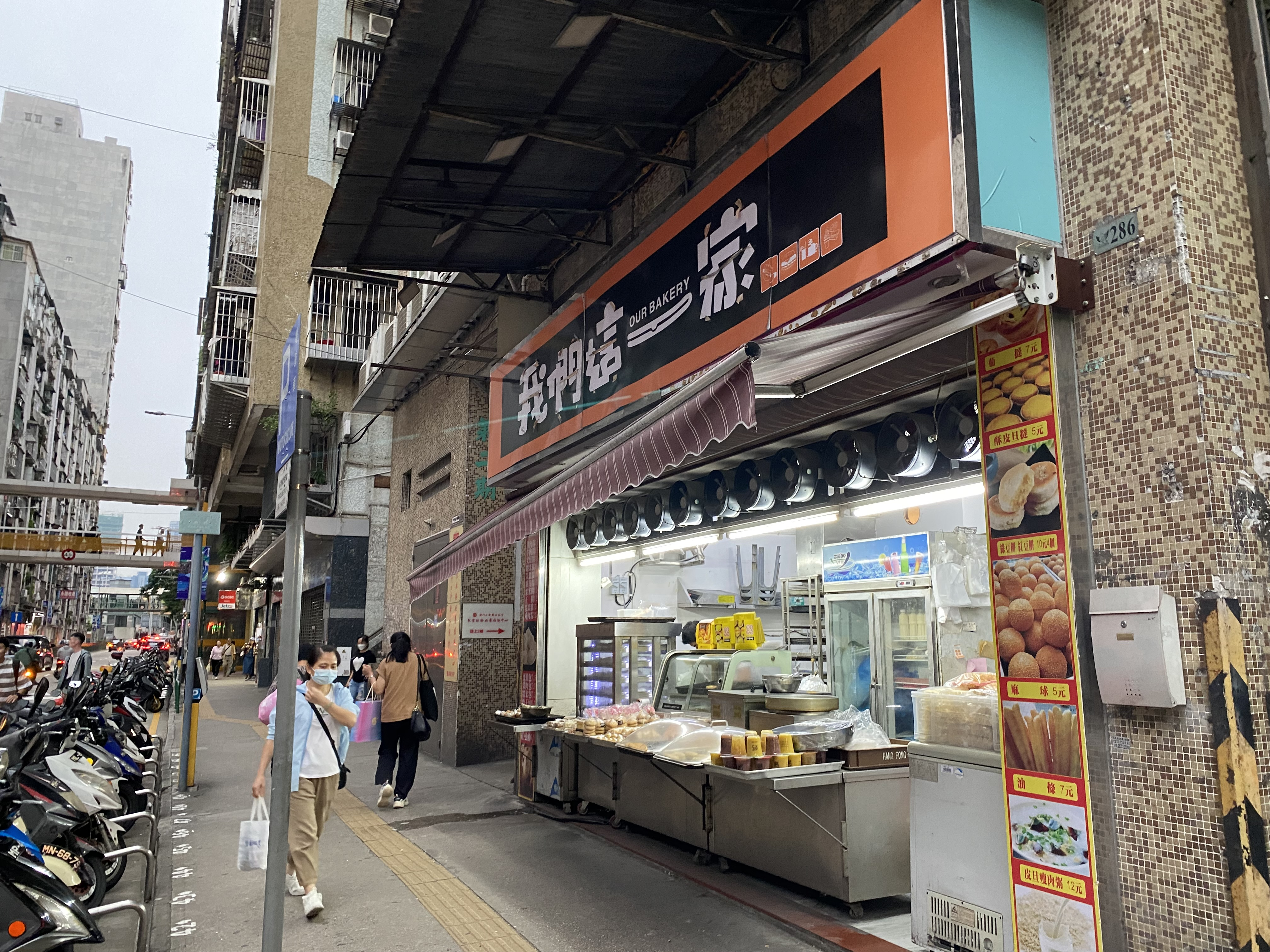
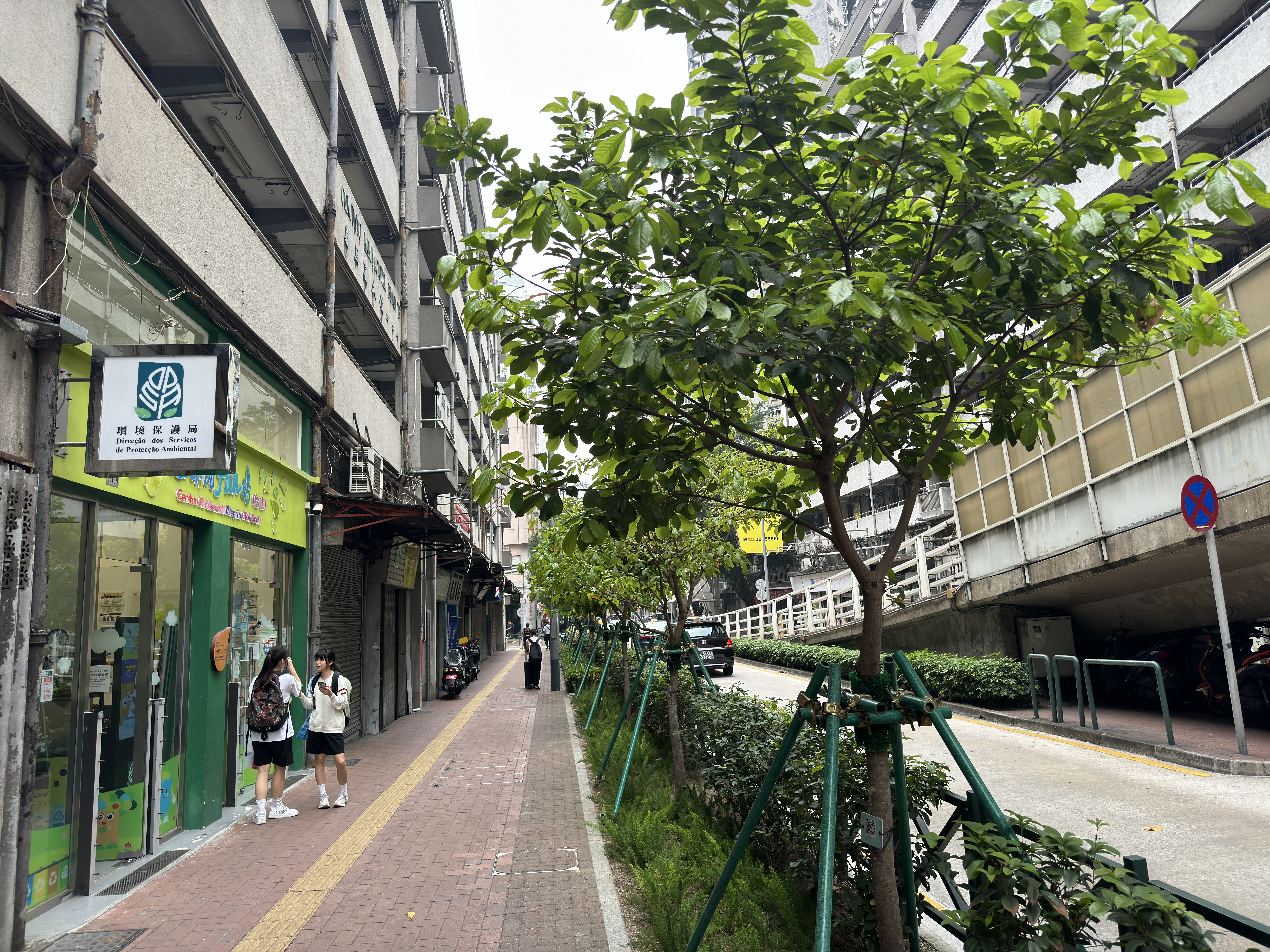
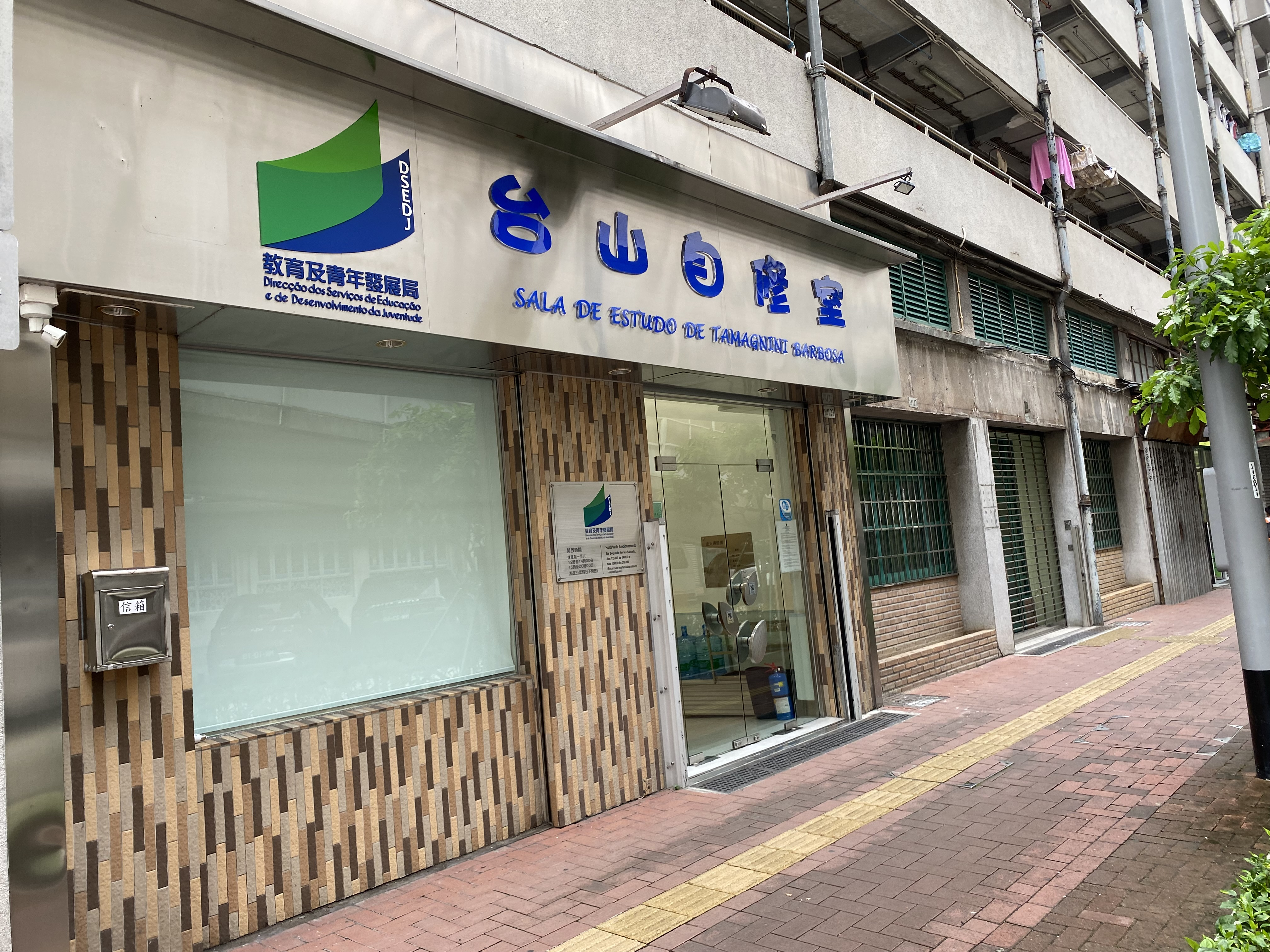
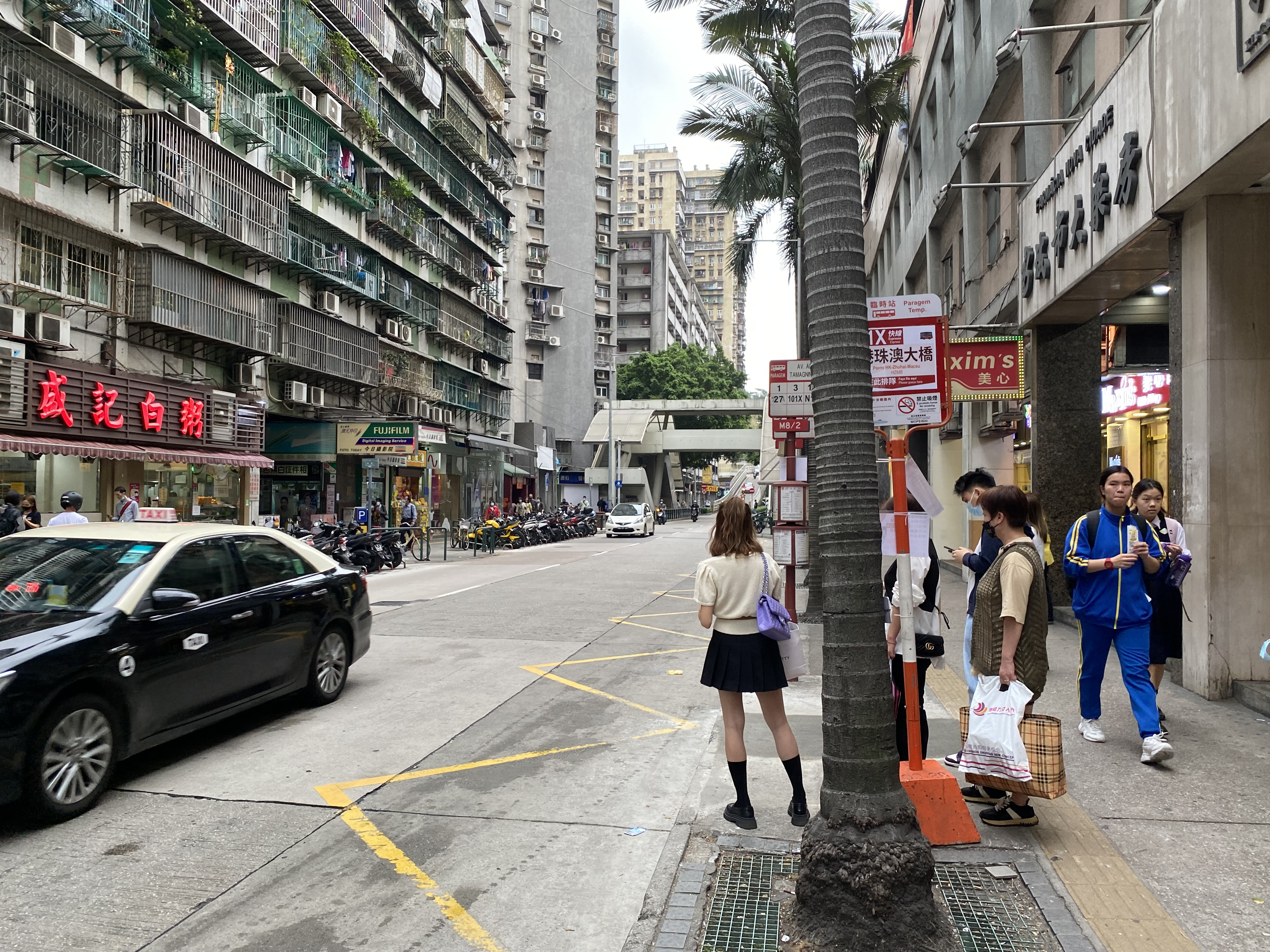